# Savignac-Lédrier
Savignac-Lédrier è un comune francese di 755 abitanti situato nel dipartimento della Dordogna nella regione della Nuova Aquitania.

## Società

### Evoluzione demografica
Abitanti censiti